# Tricyphona novaezelandiae
Tricyphona (Tricyphona) novaezelandiae là một loài ruồi trong họ Pediciidae. Chúng phân bố ở vùng sinh thái Australia.